# Тура (река)
Вижте пояснителната страница за други значения на Тура.
Тура́ (на руски: Тура) е река в Азиатската част на Русия, Западен Сибир, ляв приток на Тобол, протичаща на територията на Свердловска и Тюменска област, с дължина 1030 km, която ѝ отрежда 45-о място по дължина сред реките на Русия.
Река Тура води началото си от източния склон на Среден Урал, на 423 m н.в., на 9 km северозападно от село Азиатская, Свердловска област. Първите стотина километра тече на изток, след това на север, а след град Нижная Тура, отново на изток и навлиза в западната част на Западносибирската равнина – северната част на обширната Туринска равнина. В този горен участък долината ѝ е сравнително тясна, с ясно изразени полегати склонове, по която Тура меандрира. След излизането си на Туринската равнина реката завива на югоизток и запазва тази си посока до устието. Тук долината ѝ става много широка, в която Тура силно меандрира, с множество старици, протоци и малки непостоянни пясъчни острови. Влива се отляво в река Тобол, при неговия 260 km, на 44 m н.в., при село Карбани, Тюменска област
Водосборният басейн на река Тура обхваща площ от 80,4 хил. km2, което представлява 18,87% от водосборния басейн на река Тобол и включва части от Курганска област, Пермски край, Свердловска и Тюменска област.
Границите на водосборния басейн на реката са следните:
- на север и североизток – водосборния басейн на река Тавда, ляв приток на Тобол;
- на юг – водосборния басейн на река Исет, ляв приток на Тобол;
- на запад – водосборния басейн на река Волга.

Река Тура получава множество притоци, като 6 от тях са с дължина над 100 km:
- 777 ← Салда 182 / 3670, при село Уст Салда, Свердловска област
- 663 → Циганка 102 / 1280, Свердловска област
- 643 ← Тагил 414 / 10 100, при село Болотовское, Свердловска област
- 616 → Санкина 109 / 1700, при село Санкино, Свердловска област
- 295 ← Ница 262 / 22 300, при село Уст Ницинское, Свердловска област
- 97 ← Пишма 603 / 19 700, при село Созоново, Тюменска област

Подхранването на река Тура е предимно снежно с ясно изразено пролетно пълноводие от април до юли, лятно-есенно маловодие от август до октомври. Среден годишен отток на 184 km от устието 202,7 m3/s (по данни от БСЭ 177 m3/s, максимум 3330 m3/s, минимум 8,6 m3/s). Замръзва в края на октомври или началото на ноември, а се размразява през април или началото на май.
По течението на Тура са разположени стотици населени места, в т.ч. 6 града и 1 село – районен център:
- Свердловска област – градове: Верхняя Тура, Нижняя Тура, Лесной, Верхотуре и Туринск и село Туринская Слобода (районен център)
- Тюменска област – град Тюмен

Река Тура е основен източник за водоснабдяването на множеството населени места по течението ѝ, в т.ч. и на големия град Тюмен. При високи води е плавателна на 325 km от устието си до село Туринская Слобода.